# طوني موسى
 طوني موسى  (1954 - 9 أغسطس 2020) ممثل سوري. انضم إلى نقابة الفنانين السورين في عام 1985. متزوج ولديه خمسة أولاد. أدَّى أدوارًا عديدة منها دور (أبو منير المنشار) في المسلسل الشهير باب الحارة في جزئه الثالث.

## أهم أعماله

### في المسرح
- الرجل الذي ضحك على الملائكة
- الناس إلي بالسما الثامنة
- الأم
- مات و ماتاب
- أنكسر الحيط
- عودة الغائب

| - حكاية لها بداية مالها نهاية - قصة حب - حكم العدالة - ظواهر مدهشة | - عندما تغيب الزوجات - عشاق - الفخ |

### في التلفاز
| - بروكار - باب الحارة 10 - جنان نسوان 2017 - الوسيط - عذراء الرمال - غدا يوم آخر - بقايا دموع | - وداعا زمن الصمت - شيما - جدار الزمن - جدار الزمان - أنتقام الزباء - رجال و ضباب - فوزية | - الدمعة الحمراء - عندما تغيب الزوجات - هيك تجوزنا - باب الحارة الجزء الثالث - أبو جانتي (ملك التاكسي) - وراء الشمس - تخت شرقي |

## روابط خارجية
- طوني موسى على موقع قاعدة بيانات الأفلام العربية